# Turócandrásfalva
Turócandrásfalva (szlovákul Ondrašová, németül: Andreasdorf) község Szlovákiában, a Zsolnai kerületben, a Stubnyafürdői járásban.

## Fekvése
Turócszentmártontól 24 km-re délnyugatra.

## Története
A község területén a késő bronzkorban a lausitzi kultúra települése állt.
A település 1252-ben egy András nevű ember tulajdonában állt malom mellett alakult ki. 1252-ben „molendinum Andréé” néven szerepel először. A 13. és 18. század között a zniói váruradalom része volt. 1422-ben „Zenth Andreas” volt a neve, 1535-ben „Andrasfalwa” néven említik. A 18. század végén a kincstár tulajdona lett. 1715-ben 14, 1720-ban 21 háztartása volt. 1785-ben 23 házában 182 lakos élt.
A 18. század végén Vályi András így ír róla: „ANDRÁSFALVA. Tót falu Turotz Vármegyében, totúl Ondrasova, földes ura a’ Királyi Kamara, lakosai katolikusok, fekszik Sz. Györgyhöz közel, mellynek filiája Znió Várallyától sem meszsze. Határbéli földgye közép termékenységű, réttye kétszer kaszáltatik, legelője keves, de meglehetős; tűzi fája szabad, épűleti pedig az Uraság’ engedelmével malmát Polreka vize hajtya, középszerű vagyonnyai szerént második Osztálybéli.”
1828-ban 13 háza és 176 lakosa volt. Lakói főként mezőgazdasággal foglalkoztak. A faluban fűrésztelep és vizimalom is működött.
Fényes Elek 1851-ben kiadott geográfiai szótárában így ír a faluról: „Andrásfalu, tót falu, Thurócz vgyében, Znió járásban dombok alatt fekvő. Találtatik benne: urbéri telek 11 és 3/8, mellyekből miveltetik 2 egész telek 2 gazda által, 3/4 telek 3 gazda által, és 4/8 rész 3 zsellér által, a többi müveletlenül, pázsittól benőve hever. Egész urbériségnek vetése 378 p. m. teszen, szénája 11 és 1/2 kaszásra számittatik urbér szerint. – Vannak ezen helységben szabadosak is, kik 2 és 3/8 szabadosi telkes birnak, vagyis 58 p. m. kivetnek, és két kaszásra számitható réteket birnak. – Egész helységnek közös 2 darabnyi legelője 16 mérőnek elvetésére szolgálhatna. – Ezen helység a Pesti-Egyetemhez tartozó. Zniói uradalomhoz tartozik, melly határában egy 50 p. m. majorsági földet és 3 kaszásra számitható rétet is bir. – Általjában véve Andrásfalu helységnek határja nagyon dombos és agyagos, s azért is leginkább zabbal fizet. – Lakosai szláv ajkuak, azoknak száma 95-re rug, kik nagyobbára r. kath., foglalkodnak többnyire mint külföldön, mint pedig Magyarországban, gyári készitményekkel üzött házaló kereskedéssel; köztök csak egy molnár, és egy kovács mesterember van. – Más marhát nem tenyésztenek, kivévén juhot. – Határát ketté hasitja Polerjekai patakocska, a mellyen fürész- és lisztmalom épitvék; legnevezetesebb hegye Vtácsa nevü, melly is magasságáról isméretes.”
A trianoni diktátumig Turóc vármegye Stubnyafürdői járásához tartozott.

## Népessége
| Év:            | 1994. | 2004.    | 2014.    | 2024.    |
| -------------- | ----- | -------- | -------- | -------- |
| Emberek száma: | 61    | 53       | 79       | 90       |
| Eltérés:       |       | -13,11 % | +49,05 % | +13,92 % |

| Év:            | 2023. | 2024.   |
| -------------- | ----- | ------- |
| Emberek száma: | 91    | 90      |
| Eltérés:       |       | -1,09 % |

1910-ben 112, túlnyomórészt szlovák lakosa volt.
2001-ben 60 szlovák lakosa volt.
2011-ben 76 lakosából 72 szlovák.

## Nevezetességei
- Haranglába a 19. század elején épült.
- Késő gótikus szobor a 16. század elejéről.

## Külső hivatkozások
- E-obce.sk Archiválva 2009. december 24-i dátummal a Wayback Machine-ben
- Községinfó
- Turócandrásfalva Szlovákia térképén